# Fürst (Restaurantschiff)

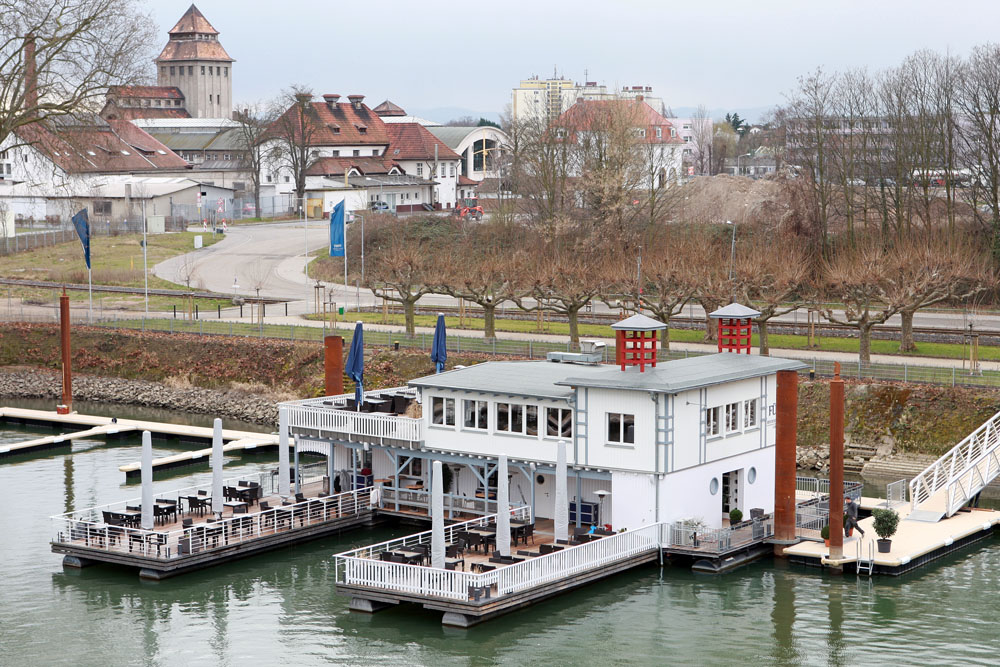
Restaurant Fürst im Floßhafen

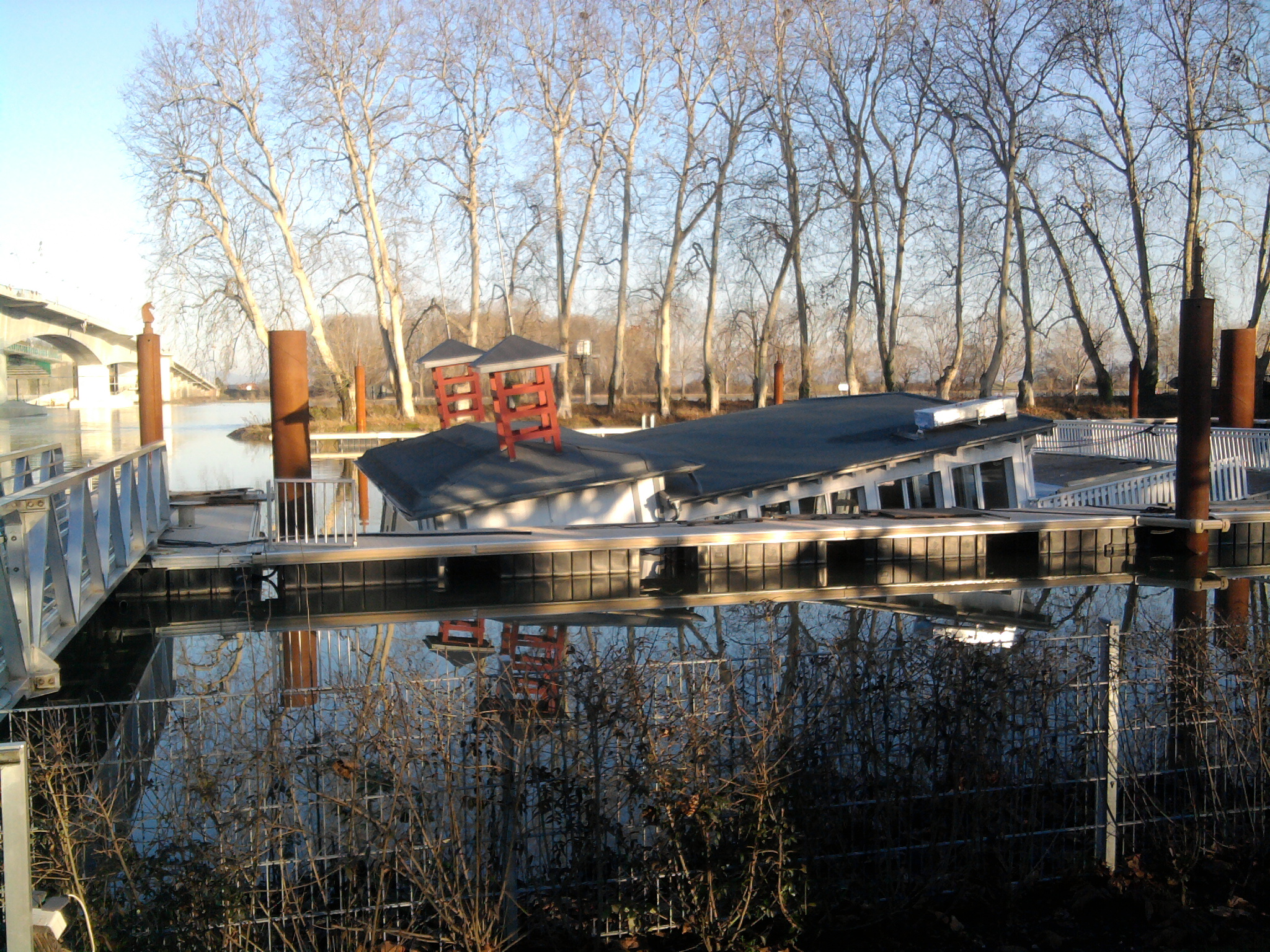
Das gesunkene Restaurantschiff Fürst (Januar 2011)

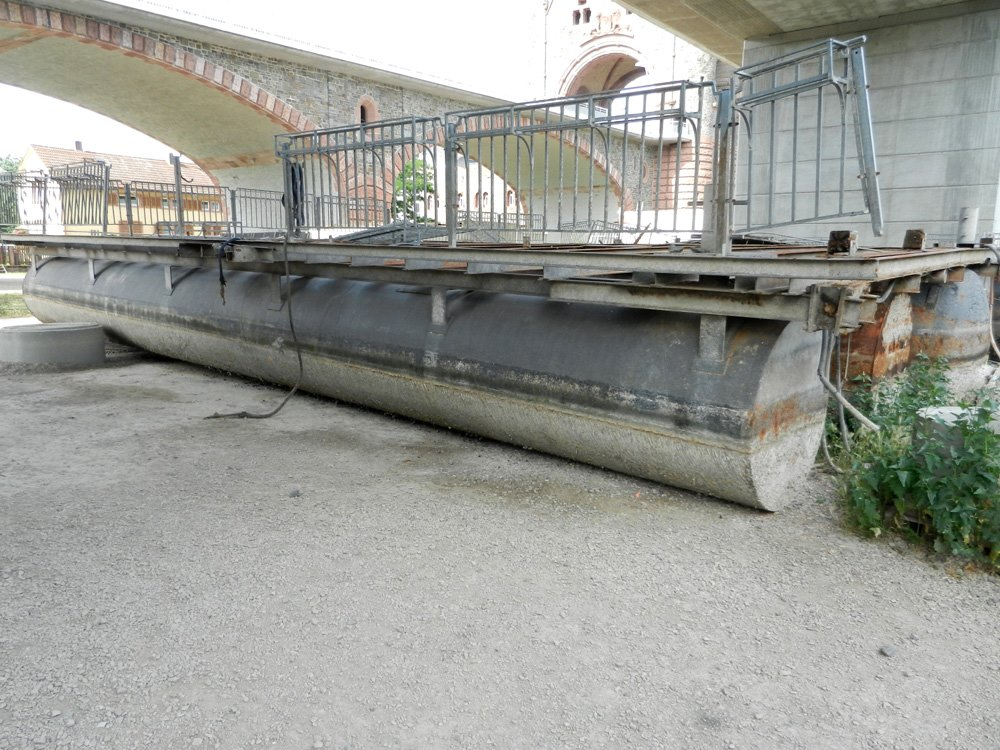
Die Pontons (Schwimmkörper) des gesunkenen Restaurantschiffes Fürst nach der Hebung am 14. Juli 2013.

Das Restaurantschiff Fürst war eine unter Denkmalschutz stehende ehemalige Badeanstalt in Worms. Der letzte Badetag war im September 1983, danach untersagten die Behörden das Schwimmen im Rheinwasser wegen zu hoher Konzentration an Coli-Bakterien.
Es war die letzte noch existente Anlage dieser Art zwischen Basel und Rotterdam, sie war also ein einzigartiges, überregional bedeutsames Denkmal und ein wichtiges Kapitel der Wormser Geschichte.
Nachdem das Schwimmen im Fürst nicht mehr möglich war, wurde es in ein Restaurant umgewandelt. Zunächst direkt am Rheinufer gelegen, wurde es in den alten Schirrhafen verlegt.
In der Neujahrsnacht 2010/2011 sank das Restaurantschiff Fürst aufgrund technischer Mängel im Hafen teilweise. In der Folge wurden die Aufbauten oberhalb der Pontons vollständig abgebrochen, eine Wiederherstellung ist aus Kostengründen nicht vorgesehen.